# Une idylle à la ferme

Une idylle à la ferme est un court métrage français muet réalisé par Max Linder en 1912.

## Synopsis
L'oncle Prosper menace Max, par courrier, de lui couper les vivres s'il n'épouse pas la fille aînée de son ami M. Beauchamp, gentleman farmer. L'aînée n'est pas si belle que la cadette, mais le père veut d'abord marier la plus âgée. Pour que Max accepte la volonté du père, celui-ci fait passer la cadette pour la soubrette de la maison. Seulement cela n'empêche pas Max de tomber amoureux de la cadette des filles.

## Fiche technique
- Réalisation : Max Linder
- Scénario : Max Linder
- Production : Pathé frères
- Durée : 240 m - 9 min 53 s
- Date de sortie : 16 août 1912

## Distribution
- Max Linder : Max
- Suzy Depsy : La cadette des filles
- (Le domestique de Max)
- (Prosper Beauchamp, le fermier)
- (La fille aînée de Prosper)
- (La servante de la maison)